# Heaven, Heartache and the Power of Love
Heaven, Heartache and the Power of Love è l'undicesimo album in studio della cantante statunitense Trisha Yearwood, pubblicato nel 2007.

## Tracce
1. Heaven, Heartache and the Power of Love – 3:48 (Clay Mills, Tia Sillers)
2. This Is Me You're Talking To – 4:00 (Tommy Lee James, Karyn Rochelle)
3. They Call It Falling for a Reason – 4:11 (Matraca Berg, Jim Collins)
4. Nothin' 'Bout Memphis – 3:45 (Jessi Alexander, James)
5. We Tried – 3:19 (Morgane Hayes, Liz Rose, Chris Stapleton)
6. Let the Wind Chase You (featuring Keith Urban) – 4:08 (Sally Barris, Rochelle)
7. The Dreaming Fields – 4:16 (M. Berg, Gary Harrison)
8. Cowboys Are My Weakness – 3:43 (Hillary Lindsey, Jim McCormick, Rochelle)
9. Help Me – 3:33 (Leslie Satcher, Billy Joe Walker Jr.)
10. Not a Bad Thing – 3:26 (Dave Berg, Deanna Bryant, Sunny Russ)
11. Nothin' About You Is Good for Me – 3:26 (Rochelle)
12. Drown Me – 3:02 (Alexander, Pat McLaughlin)
13. Sing You Back to Me – 5:51 (Tony Arata, Gene Nelson)